# Sant Vicenç de Torelló
Sant Vicenç de Torelló – gmina w Hiszpanii, w prowincji Barcelona, w Katalonii, o powierzchni 6,56 km². W 2011 roku gmina liczyła 2029 mieszkańców.